# Mont-Saint-André
Mont-Saint-André (Nederlands: Sint-Andriesberg) is een dorp in de Belgische provincie Waals-Brabant en een deelgemeente van Ramillies. De Grote Gete stroomt door Mont-Saint-André. In het noorden van de deelgemeente ligt het gehucht Laloux, dat aansluit op de dorpskern van Bomal.

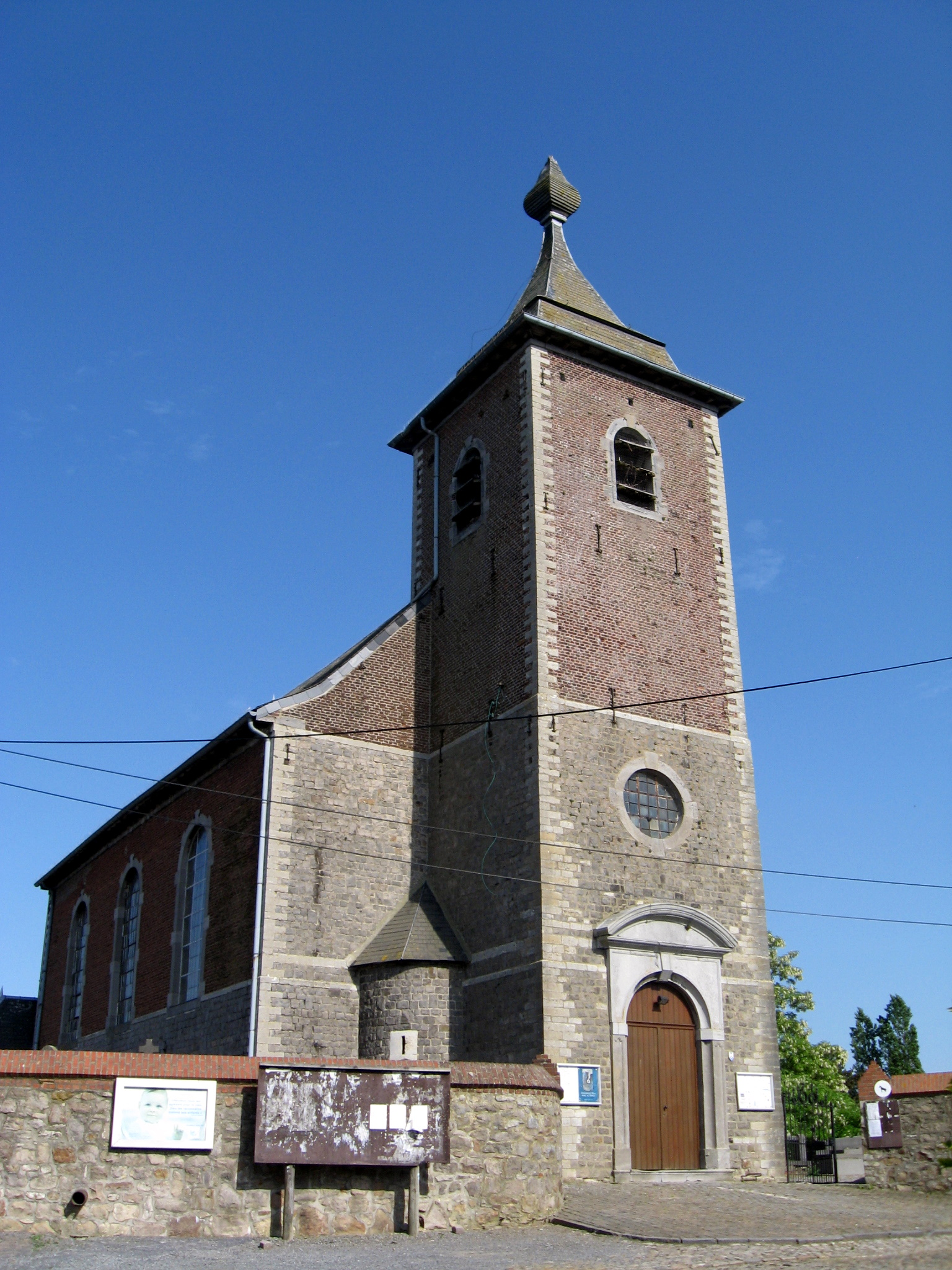
De Église Saint-André

## Geschiedenis
Tijdens het ancien régime was Mont-Saint-André een Luikse enclave binnen Brabant. Op de Ferrariskaart uit de jaren 1770 is de plaats weergegeven als Mont St. Andre, waartoe ook het gehucht Aleux, ten zuiden van Bomal behoorde.
Op het eind van het ancien régime werd Mont-Saint-André een gemeente en ook het gehucht Laloux werd een onderdeel van deze gemeente.
In 1971 werd de gemeente opgeheven en met Geest-Gérompont-Petit-Rosière en Bomal verenigd in de gemeente Gérompont. In 1977 werd deze gemeente al opgeheven en bij Ramillies gevoegd.

## Bezienswaardigheden
- De Sint-Andreaskerk (Église Saint-André) heeft een oude kern van blokken kwartsiet en Gobertangesteen. In 1757 werd de kerk deels herbouwd in baksteen en Gobertangesteen. Het gotisch koor is van omstreeks 1500. In 1983 werd deze kerk als monument beschermd.
- De Moulin du Fays is een onderslagmolen op de Grote Gete.

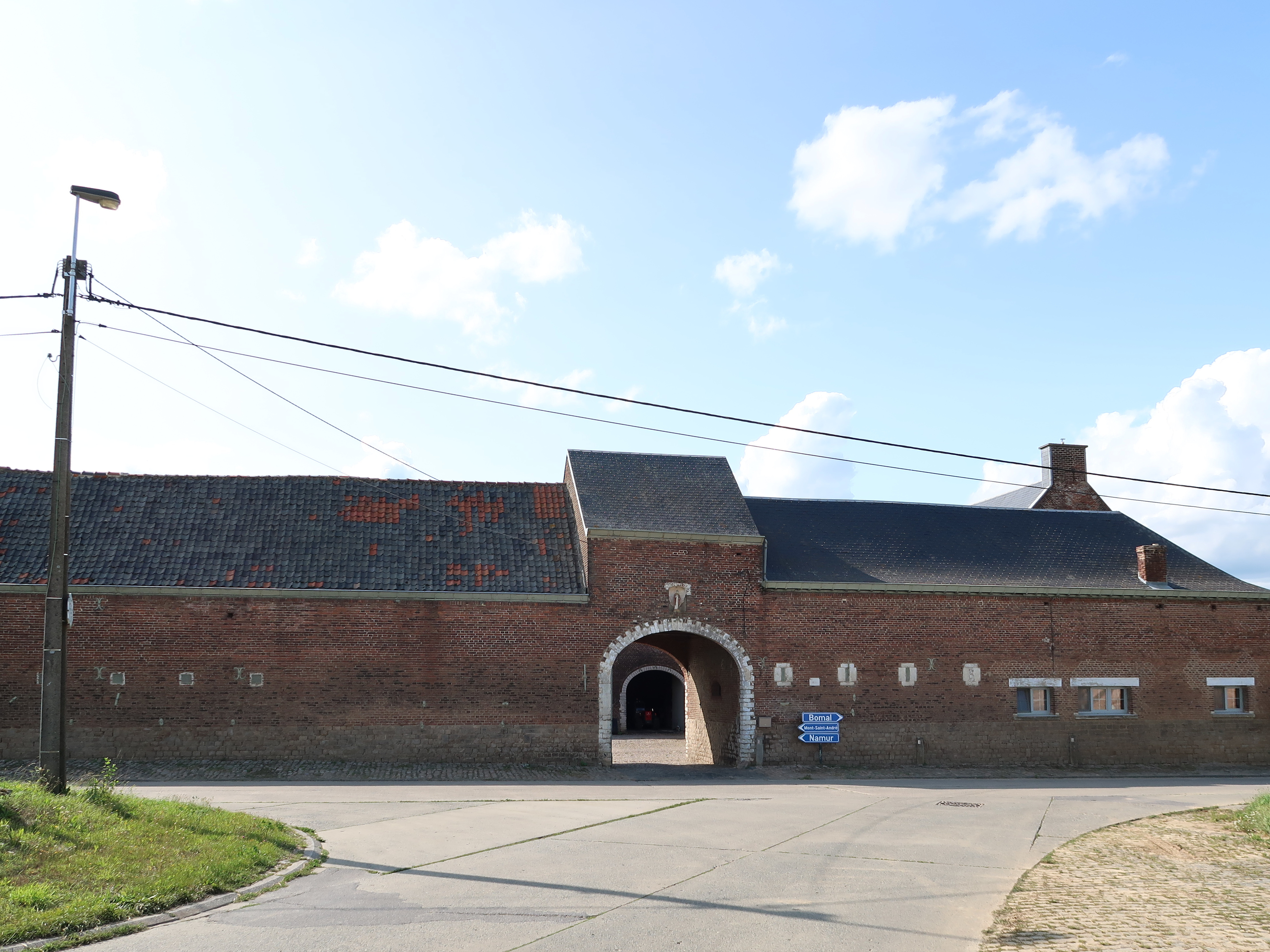
Hoeve Saint-Lambert (18e eeuw)
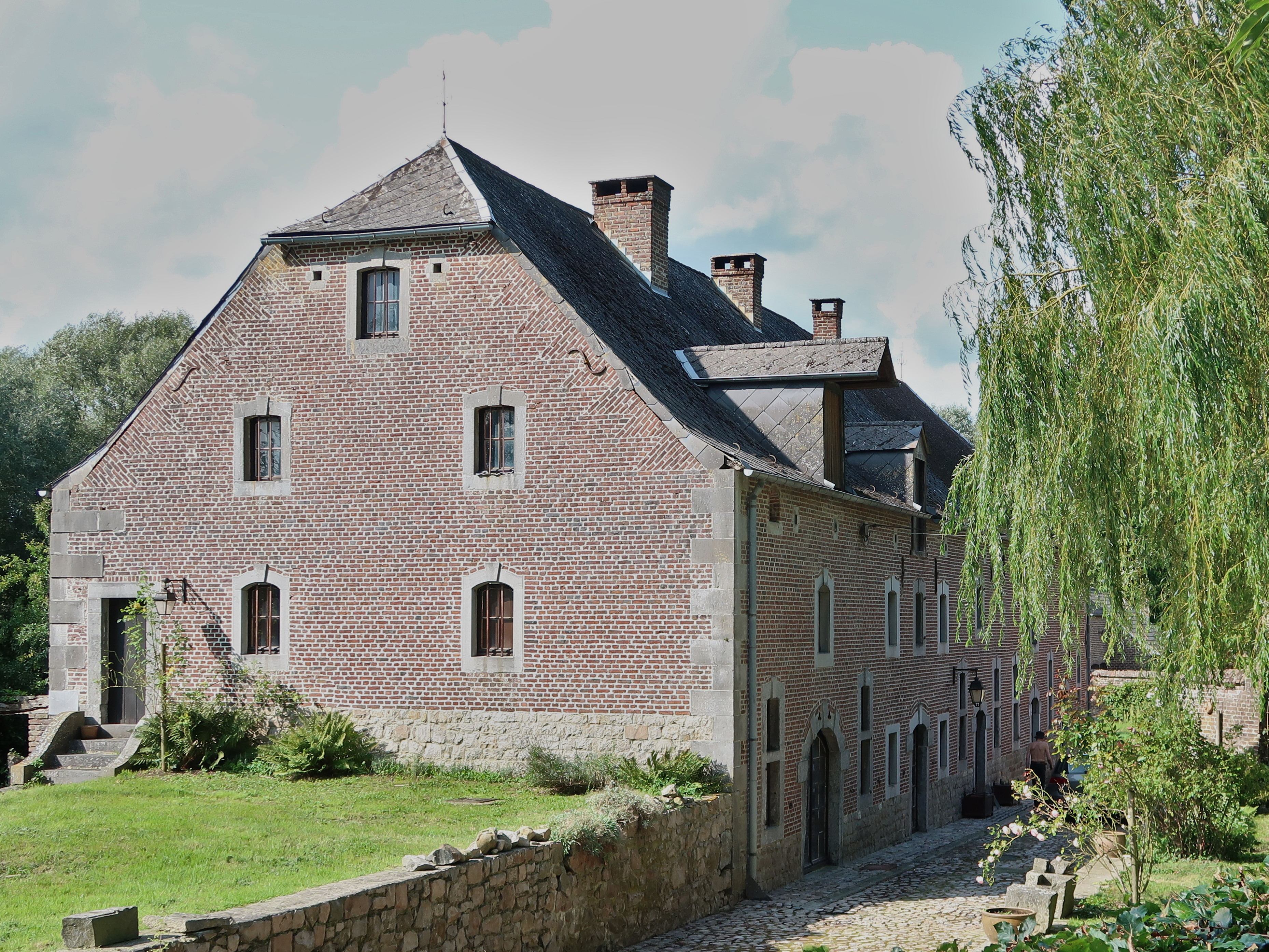
Molen van de Fays (1757)
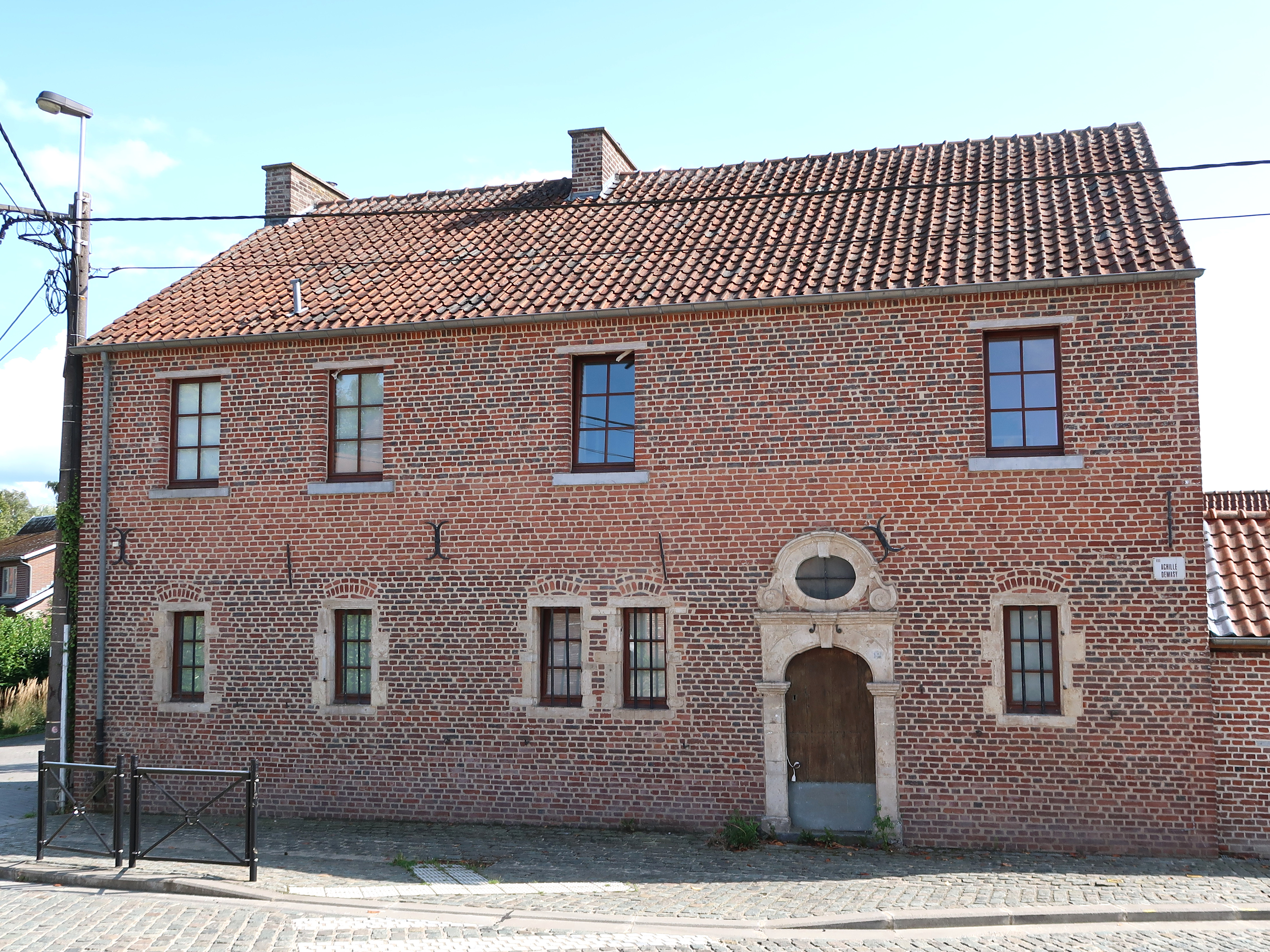
Oude hoeve van 1743

## Natuur en landschap
Mont-Saint-André ligt aan de Grote Gete. De hoogte aan de kerk is 131 meter.

## Demografische ontwikkeling
- Bronnen:NIS, Opm:1831 tot en met 1961=volkstellingen

## Nabijgelegen kernen
Glimes, Bomal, Rammilies
Deelgemeenten: Autre-Église · Bomal · Geest-Gérompont-Petit-Rosière · Grand-Rosière-Hottomont · Huppaye · Mont-Saint-André · Ramillies-Offus

Overige dorpen en gehuchten: Geest-Gérompont · Gérompont · Grand-Rosière · Hédenge · Hottomont · Molembais-Saint-Pierre · Offus · Petit-Rosière

Belgische gemeenten · Arrondissement Nijvel · Waals-Brabant · Wallonië